# Australorhynchus tetramorphacantha
Australorhynchus tetramorphacantha är en hakmaskart som beskrevs av E.L. Lebedev 1967. Australorhynchus tetramorphacantha ingår i släktet Australorhynchus och familjen Rhadinorhynchidae. Inga underarter finns listade i Catalogue of Life.